# Расселл (лунный кратер)
Кратер Расселл (лат. Russell), не путать с кратером Расселл на Марсе, — большой ударный кратер в западной части Океана Бурь на видимой стороне Луны. Название присвоено в честь американского астрофизика Генри Норриса Расселла (1877—1957) и английского художника и селенографа Джона Рассела (1745—1806); утверждено Международным астрономическим союзом в 1964 г.

## Описание кратера
Ближайшими соседями кратера являются кратер Улугбек на северо-западе; кратер Бригс на востоке и кратер Струве на юге, соединенный с чашей кратера Рассел. Селенографические координаты центра кратера 26°31′ с. ш. 75°33′ з. д. / 26,51° с. ш. 75,55° з. д., диаметр 103,4 км, глубина 850 м.
Кратер Расселл имеет циркулярную форму и затоплен базальтовой лавой, над поверхностью выступает лишь вершина вала. Вал сглажен, отмечен множеством кратеров различного размера, в южной части имеет широкий разрыв соединяющий чаши кратеров Рассел и Струве. Дно чаши ровное, без приметных структур.
До получения собственного наименования кратер считался частью кратера Струве.

## Сателлитные кратеры
| Расселл | Координаты                                            | Диаметр, км |
| ------- | ----------------------------------------------------- | ----------- |
| B       | 26°23′ с. ш. 78°18′ з. д. / 26,39° с. ш. 78,3° з. д.  | 20,5        |
| E       | 28°36′ с. ш. 74°35′ з. д. / 28,6° с. ш. 74,58° з. д.  | 10,0        |
| F       | 28°05′ с. ш. 76°34′ з. д. / 28,09° с. ш. 76,57° з. д. | 9,4         |
| R       | 28°55′ с. ш. 75°26′ з. д. / 28,92° с. ш. 75,43° з. д. | 40,4        |
| S       | 29°20′ с. ш. 77°06′ з. д. / 29,34° с. ш. 77,1° з. д.  | 24,8        |

## См.также
- Список кратеров на Луне
- Лунный кратер
- Морфологический каталог кратеров Луны
- Планетная номенклатура
- Селенография
- Минералогия Луны
- Геология Луны
- Поздняя тяжёлая бомбардировка